# Ana Carolina Serra
Ana Carolina Rossi Barreto Serra (Santo André, 14 de abril de 1979), mais conhecida como Ana Carolina Serra, é uma advogada, professora brasileira  e Mestre em Direito das Relações Sociais. Filiada ao Cidadania, foi eleita deputada estadual de São Paulo nas eleições gerais de 2022 com 198 696 votos.

## Política
Como primeira-dama de Santo André, desde 1º de janeiro de 2017, esteve à frente do Fundo Social de Solidariedade da cidade, promovendo programas como o Banco de Alimentos, Natal Solidário, Moeda Pet, Moeda Verde, capacitação para o emprego através da Escola de Ouro Andreense e campanhas de arrecadação de agasalhos e mantimentos.
Durante a pandemia da Covid-19, liderou a iniciativa "Costurando com Amor", que consistia na produção de máscaras, utilizando mão de obra de costureiras da cidade aliando, assim, acesso às máscaras de forma gratuita para a população e gerando renda para as costureiras que estavam sem trabalho na época.
Afastou-se temporariamente da presidência do Fundo Social de Solidariedade de Santo André em 1° de abril de 2022 em virtude de sua candidatura ao cargo de deputada estadual, sendo substituída interinamente por Ana Cláudia de Fabris, diretora do Núcleo de Inovação Social. retornou a presidência em 5 de outubro de 2022 após sua vitória nas urnas.

## Desempenho em eleições
| Ano  | Eleição               | Cargo         | Partido | Partido   | Coligação          | Votos   | Votos | Votos | Resultado |
| Ano  | Eleição               | Cargo         | Partido | Partido   | Coligação          | Total   | %     | P.    | Resultado |
| ---- | --------------------- | ------------- | ------- | --------- | ------------------ | ------- | ----- | ----- | --------- |
| 2022 | Estadual de São Paulo | Dep. Estadual |         | Cidadania | Fed.PSDB Cidadania | 198.696 | 0,85% | 10ª   | Eleita    |

Obteve a maior votação da Região do Grande ABC, com 154.080 votos (37,9% do total). No mesmo pleito, alcançou o 10º melhor resultado nas urnas, entre os candidatos ao Legislativo do Estado.